# Kittersburg
Kittersburg ist eine Gemeinde bei Goldscheuer, einem Stadtteil von Kehl in Baden-Württemberg.

## Geografie
Kittersburg ist eine von drei Siedlungen, die zusammen mit Goldscheuer und Marlen seit Jahrhunderten eine politisch gemeinsame, jedoch siedlungsgeografisch voneinander getrennte, Dreiergemeinde bilden. Es ist ein locker bebautes Haufendorf. In seinem Westen hat sich ein Wohngebiet neu entwickelt.

## Geschichte
Die älteste Nennung von Kittersburg als „Kuterschburg“ findet sich in einem Kopialbuch des 15. Jahrhunderts. Die dort wiedergegebene Urkunde datiert auf 1283. Kittersburg war ein Kondominat, an dem die Herren von Lichtenberg ¼ als Allod besaßen. Wie dieser Anteil erworben wurde, ist unbekannt. Um 1330 kam es zu einer ersten Landesteilung zwischen Johann II. von Lichtenberg, aus der älteren Linie des Hauses, und Ludwig III. von Lichtenberg. Dabei fiel der Lichtenberger Anteil an Kittersburg in den Teil des Besitzes, der künftig von der älteren Linie verwaltet wurde. Er war dem Amt Willstätt der Herrschaft Lichtenberg zugeordnet.
Das Amt Willstätt ging 1480 mit dem Tod des Grafen Jakob von Lichtenberg, dem letzten männlichen Mitglied des Hauses Lichtenberg, zunächst ebenfalls als Kondominat an die beiden Erben, Graf Philipp I. den Älteren von Hanau-Babenhausen (* 1417; † 1480) und Simon IV. Wecker von Zweibrücken-Bitsch über. Während der Regierung von Graf Philipp III. von Hanau-Lichtenberg kam es zu einer Realteilung der gemeinsamen Kondominate: Das Amt Willstätt kam ganz zur Grafschaft Hanau-Lichtenberg. Im Gegenzug gelangte das Amt Brumath ganz an Zweibrücken-Bitsch. Am Ende des 18. Jahrhunderts war der Anteil an Kittersburg nicht mehr Bestandteil des Amtes.